# Katechista
Katechista může označovat:
kanonické právo
- Katechista, v kánonu 785 §§ 1-2 CIC, lat. catechista[1] (podle III. knihy CIC - Učitelský úřad církve) v misiích je ten, kdo není duchovním, ale je náležitě vzdělán ve speciální škole nebo pod vedením misionářů, vyniká křesťanským životem a pod vedením misionáře vyučuje evangelium, liturgii a koná charitativní činnost.[2]
- Katechista, lat. catechista[3] (podle IV. knihy CIC - Posvěcující úřad církve) je ten, kdo má mandát udělit dovoleně křest za nepřítomnosti řádného udělovatele křtu. Termín katechista se objevuje v oficiálním českém překladu (přeložil: Zedníček) Kodexu kanonického práva z roku 1983 v kánonu 861 § 2: „Za nepřítomnosti nebo při zaneprázdnění řádného udělovatele uděluje dovoleně křest katechista nebo jiný k tomuto úkolu místním ordinářem pověřený a v případě nutnosti dokonce kterýkoliv člověk, který má náležitý úmysl; pastýři duší, hlavně farář se starají, aby věřící byli poučeni o správném způsobu udílení křtu“.[4] Originální latinský text i italský překlad používá na témže místě (v kánonu 861 § 2) stejné slovo: catechista, které zároveň znamená katecheta i katechista. Technicky je zde u češtiny rozdíl mezi katechetou - tím kdo připravuje a vede katecheze, a katechistou – tím, kdo je podle práva pověřen dovoleně udělit křest. Vzhledem k tomu, že ten, kdo vyučuje náboženství může být pověřen i udělením křtu, v širším smyslu jsou výrazy katechista a katecheta chápány jako synonyma; v úzkém smyslu je zde rozdíl v mandátu, katecheta sám o sobě mandát nemá. Dá se říci, že zde[3] katechista je katecheta s pověřením křtít (katechista má širší mandát než katecheta). Pokud by katecheta bez pověření křtil, křtí platně, ale nedovoleně.

pedagogika
- Katechetik je ten, kdo vyučuje katechetiku.